# NetScreen
网屏技术有限公司（NetScreen Technologies Inc.）创建于1997年10月30日，是一个研发和销售网络安全系统软件和设备的公司。其产品分布为Firewall, IPSEC VPN, IDP/IDS等系列。2004年4月16日正式被全球第二大网络通讯设备公司Juniper Networks并购。

## 网屏简介
1997年10月30日，邓锋（Deng Feng），柯严（Ke Yan），謝青（Xie Qing）（排名按姓氏DKX字母序）共同创建了网屏公司，并于1998年1月2日注册了域名"netscreen.com"。在之后的6年零4个月里，由邓峰（Deng Feng），柯严（Ke Yan）领导下的以来自中国大陆和台湾为主体的网屏研发团队在美国的硅谷共同演绎了一个从无到有，从弱小到壮大的过程。
网屏与业界其他网络安全公司的产品比较，如Check Point，网屏采用了ASIC Based 的Fast Path（网屏GigaScreen ASIC Series）与传统CPU担任Slow Path（网屏ScreenOS）相结合的系统体系结构。这种"Seperation of Fast Path from Slow Path"的体系结构，使网屏在技术路线上获得了巨大的成功，在高端Firewall/VPN市场上，网屏的产品稳定在第一领先地位。在全球总体网络安全产品市场上，处于第二，仅落后于Cisco。 
2001年12月12日，网屏在著名的Underwriter投资银行高盛（Goldman Sachs & Co）的带领下，在NASDAQ上市，其股票代号为NSCN。第一天，股票开盘价位$23.76，收盘价位于$23.72。总交易量达 1千5百万股。公司市值为15.9亿美金。其时网屏旗下员工330人。 
2004年2月9日，全球第二大网络通讯设备公司Juniper Networks以网屏股票NSCN 2月6日市值26.40美金为基点，以股票交换率1.404出价约40亿美金并购网屏。此并购协议并在同年4月16日正式完成。网屏股票持有人共占Juniper股票的24.5%. 
4月19日（星期一），NSCN的股票代号正式从NASDAQ市场消失。网屏成为Juniper Networks的一个事業部：SPG（Security Product Group）。网屏作为Juniper Networks的网络安全产品的商标依然存在，销售并安装在世界各地的网络环境中，日日夜夜处理着Internet主干网，企业网的奔流不息的数据。

## 股票交易历史
NSCN交易历史一览（以收盘价为参考值）：
- IPO交易日：2001年12月12日，开盘价23.76美金，收盘价23.72美金。
- 最后交易日：2004年4月16日，开盘价36.26美金，收盘价35.11美金。
- 历史最低价：2002年7月9日，为8.51美金。
- 历史最高价：2004年4月8日，为38.63美金
- 成交量最低交易日：2002年5月17日，为4万5千2百股。
- 成交量最大交易日：2004年2月9日，为5千3百5十3万9千1百股。

## 另見
- 瞻博網路